# Histoire de Montargis

blason de Montargis

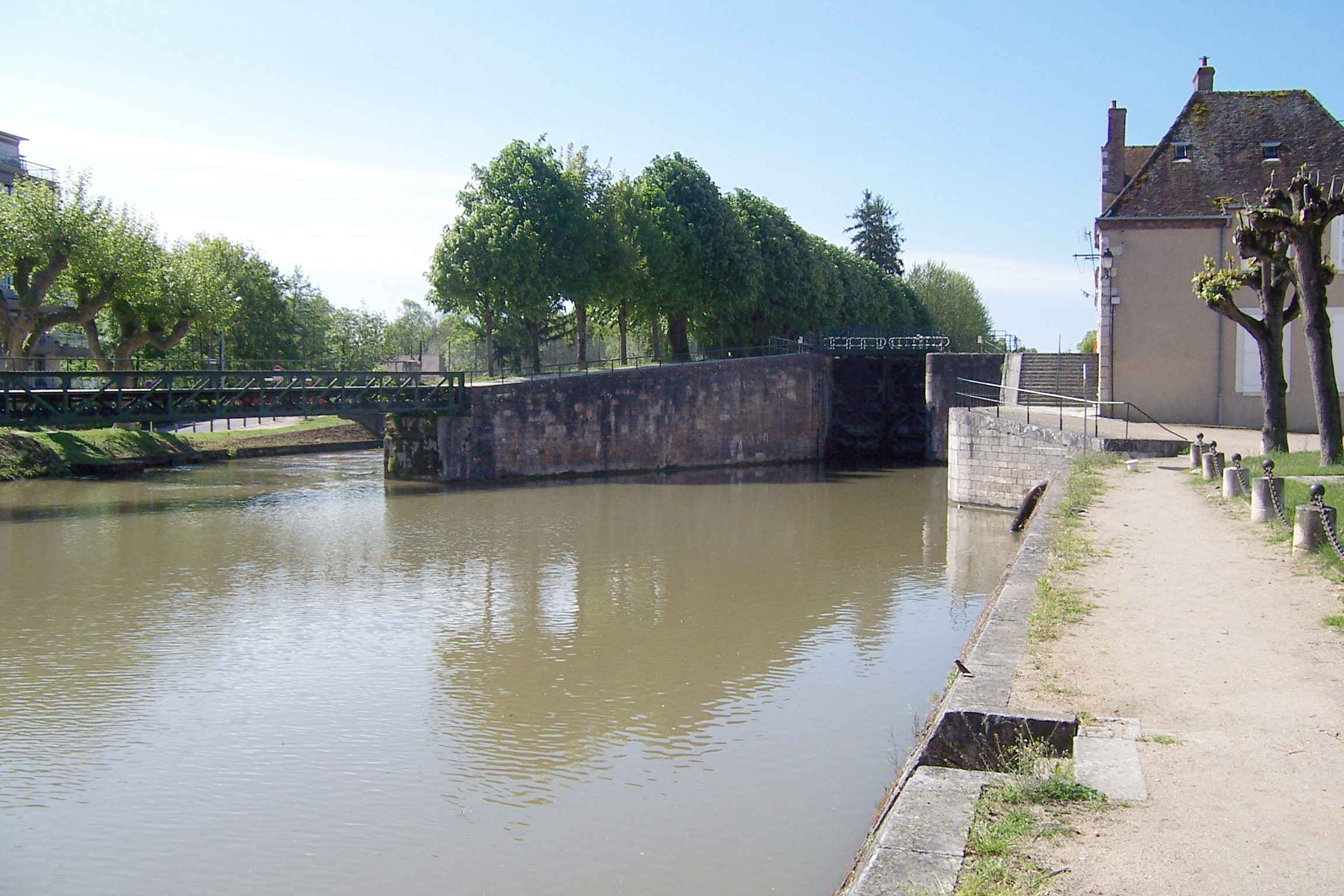
Écluse de Montargis.

Cette page présente l'histoire de Montargis, ville française du département du Loiret en région Centre-Val de Loire.

## Antiquité
La situation topographique de Montargis, au pied d'un coteau élevé d'où le spectateur domine les alentours, a généré un certain nombre d'étymologies fantaisistes, de la part des érudits ou de provenance plus populaire.
Ainsi l'étymologie légendaire de Mons Argi proviendrait d'une légende inspiré d'un mythe romano-grec selon laquelle la jalouse Junon, avait positionné là le berger Argos afin d'y épier sa rivale, la jeune Io,. Une autre vient d'une lecture erronée du De bello gallico dans lequel celui-ci évoquerait un certain Moritas regulos - vraisemblablement Moritasgos - qui aurait donné son nom au lieu.
Mais ces étymologies légendaires pourraient en fait, ne traduire que la grande ancienneté de l'agglomération. L'étymologie la plus probable dérive plus certainement de Mons arediacum, le « Mont du domaine d'Aredius ». Le nom de Montargis remonterait donc à la conquête romaine. À cette époque, le territoire de la commune appartient à la civitas des Sénons.
L'archéologie révèle effectivement au lieu-dit « Les Closiers », l'existence d'un vicus gallo-romain, le long d'une voie ancienne d'orientation nord/sud. Pour les périodes précédentes, la découverte, en 1899, d'un trésor monétaire d'une centaine de monnaies gauloises au pied du château, daté de 80/50 avant notre ère, peut être l'indice d'une occupation gauloise antérieure sur les lieux.

## Moyen Âge
Il est possible -sans certitude - qu'aux temps mérovingiens, se soit trouvé une place-forte à proximité du vieux vicus romain. Celui-ci comporte effectivement quelques inhumations du haut Moyen Âge.
Le premier seigneur de Montargis connu est une femme : Hildegarde Hérou (1040 - ?), châtelaine de Montargis, fille de Geoffroy II Ferréol comte du Gâtinais (1004-1046) et de Ermengarde d'Anjou († 1076) encore appelée Ermengarde Blanche, et sœur de Geoffroy III d'Anjou et de Foulques IV d'Anjou dit le Réchin. Elle est aussi citée comme comtesse du Gâtinais, bien que son frère Geoffroy III d'Anjou le soit également par ailleurs. Elle est issue par sa mère du lignage Ingelgerien de la maison d'Anjou (celui des Foulques, aux surnoms divers), et de la maison des comtes d'Orléans par son père. Mariée à Josselin (1034-?) de la famille des comtes de Sens, il semble que le couple n'ait pas eu d'enfants (? à vérifier). Quoi qu'il en soit, le titre reste à son époux, lorsqu'elle décède en 1069.
Jocelin de Courtenay se remarie à Elisabeth de Monthléry. De leur fils Miles (ou Milon) et de Rainaud fils de Miles (le lignage Courtenay - Sens), est issue Elisabeth de Courtenay. Celle-ci épouse Pierre Ier de France (1126-1183), quatrième fils de Louis le Gros, et lui apporte le comté en dot. Ce couple est à l'origine de la maison capétienne de Courtenay. Pierre augmente et fortifie le château, et accorde en 1170, pour attirer des habitants à Montargis, à tous ceux qui résideraient dans cette ville une charte de franchise, par laquelle il les exempte de toutes tailles et corvées, hormis le carroi du vin du seigneur et la dîme d'un minot de seigle pour chaque laboureur cultivant avec une charrue ; de plus il garantit aux habitants la possession de leurs propriétés, quelque crime qu'ils pussent commettre, et établit de grandes sûretés pour les marchands qui fréquentaient les foires de Montargis.
En 1188(après sa mort...?), Pierre céda cette ville à Philippe Auguste.
Le roi Philippe le Bel confirma à cette ville ses privilèges, et vers ce temps celle-ci s'agrandit considérablement.

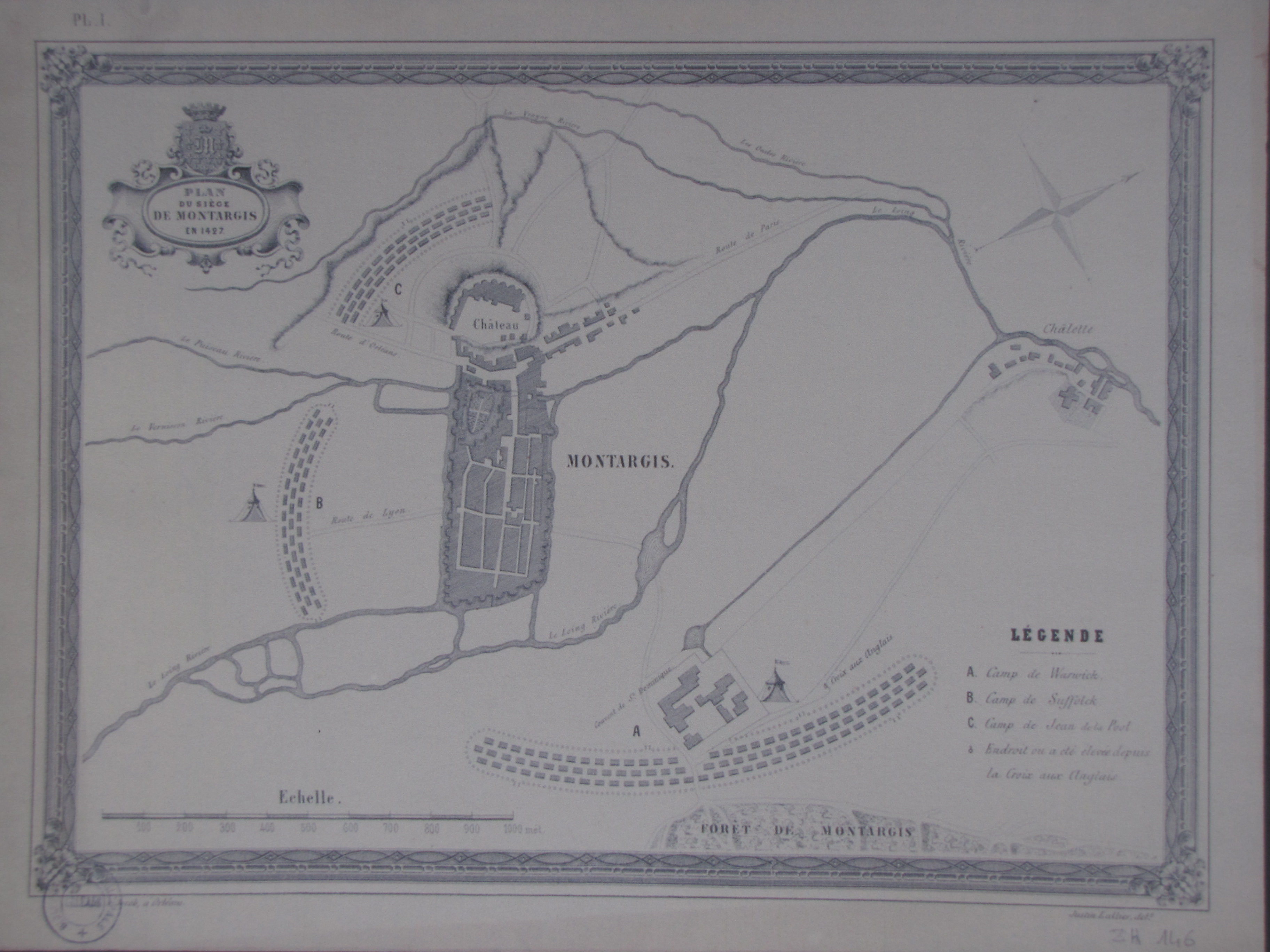
Siège de Montargis en 1427

Les habitants de Montargis se distinguèrent particulièrement en 1427 contre les Anglais durant la guerre de Cent Ans. Les comtes de Warwick et Suffolk, commandant un corps d'armée, vinrent assiéger cette place. Les habitants opposèrent une résistance courageuse ; ils rompirent les digues de plusieurs vastes étangs qui se trouvaient dans les environs et dominaient le camp anglais. Grand nombre d'ennemis furent noyés. La Hire et Dunois survinrent au milieu du désordre que l'irruption soudaine des eaux avait jeté parmi les Anglais, et en massacrèrent un grand nombre. Charles VII récompensa généreusement la ville où, selon sa propre expression, s'était trouvé le premier terme de son bonheur ; il lui accorda, en 1430, de grandes exemptions et des privilèges, avec le titre de Montargis-le-Franc. La ville s'agrandit à cette époque de l'île d'Amadoux, qui s'élevait au milieu du Loing.
En 1431, un capitaine anglais nommé l'Aragonais s'empara de Montargis, mais il en fut chassé par La Trémoille l'année suivante.
En 1490, Charles VIII exempta les habitants du franc fief, du ban et de l'arrière-ban. C'est à cette époque que certains[Qui ?] placent l'aventure du fameux "Chien de Montargis": un chevalier, Macaire, qui avait fait périr un jeune gentilhomme, Aubry de Montdidier, fut terrassé en combat singulier par Verbaux, le chien de sa victime (d'autres, comme Guessard, la situent au temps de Charlemagne) .
Louis XII, en parvenant au trône, réunit de nouveau à la couronne la ville de Montargis, qui avait été comprise dans le duché d'Orléans.

## Renaissance
François Ier engagea Montargis, en 1528, à sa belle-sœur Renée de France, fille de Louis XII. Cette princesse s'y retira après la mort de son mari, le duc de Ferrare, embrassa la religion réformée et y protégea ses coreligionnaires. En 1570, malgré les instances des habitants pour que leur ville demeurât attachée à la couronne, Charles IX confirma à perpétuité en faveur d'Anne d'Este, fille de Renée de France, l'engagement consenti par François Ier.
En 1585, le château fut surpris par le cardinal de Bourbon, qui s'était révolté contre Henri III.
En 1594, la ville et le château se soumirent à Henri IV.
Marie de Médicis, femme de ce roi, racheta en 1612 Montargis des ducs de Guise et de Mayenne, petits-fils d'Anne d'Este, duchesse de Nemours.
Comprise dans l'apanage de Gaston de France, duc d'Orléans, frère de Louis XIII, la ville passa, sous Louis XIV, dans celui de Philippe d'Orléans.

## Ancien Régime
Philippe d'Orléans nomma gouverneur de Montargis un des mignons, Antoine de Ruzé d'Effiat, entre 1685 et 1698. Il le resta jusqu'à sa mort en 1719.

## XIXesiècleetXXesiècle

### Berceau de la révolution chinoise
À l'initiative de Li Shizeng, fondateur du Mouvement Travail-Études, une importante communauté chinoise a habité Montargis à partir de 1912 et jusque dans la deuxième moitié des années 1920 : Deng Xiaoping et Zhou Enlai y passèrent une partie de leur jeunesse, ainsi que d'autres moins connus (dont Li Weihan, vice-président du Sénat, Li Fuchun, vice-Premier ministre, ou Chen Yi, qui fut ministre des Affaires étrangères de 1958 à 1972). Venus étudier au collège Gambetta pour les garçons, au lycée du Chinchon pour les filles, et d'autres étudiant l'agronomie au lycée Durzy, la plupart travaillaient à l'usine de produits caoutchouteux Hutchinson, à Châlette-sur-Loing. C'est au contact des syndicats ouvriers de l'époque que ces jeunes chinois ont découvert les idées marxistes. On peut encore voir l'atelier construit par Gustave Eiffel dans lequel Deng Xiaoping, arrivé à l'âge de 16 ans, était employé à la fabrication de galoches.
Li Shizeng, premier Chinois arrivé à Montargis, en 1902, s'inscrit à une école d'agriculture appliquée à Amilly, y devient professeur et lance en même temps une usine de produits à base de soja, à Paris. Il parvient plus tard à faire venir en visite à Montargis le premier président de la République chinoise, Sun Yatsen, avec son ministre de l'Éducation, Cai Yuanpei. C'est depuis le jardin public Durzy de Montargis que Cai Hesen décide de proposer la création du Parti communiste chinois, une lettre en ce sens parvenant de Montargis à l'adresse de Mao Zedong,.
Montargis est ainsi réputée pour être un « berceau de la Chine nouvelle »,, et s'avère la commune française la plus connue en Chine après Paris,. En 1982, le maire de Montargis, en voyage officiel en Chine, fut reçu très chaleureusement par Deng Xiaoping et fut surpris de l'importance que ce dernier accordait à son séjour dans la ville,.
Grâce à l'association Amitié Chine-Montargis, un parcours touristique lié à cette histoire a été créé, avec des panneaux informatifs installés sur la façade des bâtiments que les Chinois fréquentèrent.

### Réfugiés espagnols
Entre le 29 janvier et le 8 février 1939, plus de 2 800 réfugiés espagnols fuyant l'effondrement de la république espagnole devant les troupes de Franco, arrivent dans le Loiret. Devant l'insuffisance des structures d'accueil d’Orléans, 46 centres d’accueil ruraux sont ouverts, dont un à Montargis. Les réfugiés, essentiellement des femmes et des enfants (les hommes sont désarmés et retenus dans le Sud de la France), sont soumis à une quarantaine stricte, vaccinés, le courrier est limité, et le ravitaillement, s'il est peu varié et cuisiné à la française, est cependant assuré. Une partie des réfugiés rentrent en Espagne, incités par le gouvernement français qui facilite les conditions du retour, ceux préférant rester sont regroupés au camp de la verrerie des Aydes, à Fleury-les-Aubrais.

## Époque contemporaine
En 2023, les émeutes consécutives à la mort de Nahel Merzouk causent d'importants dégâts dans le centre-ville, notamment des immeubles en feu et des magasins pillés. Les dégâts se chiffreraient en millions d’euros,,.
En tant que descendant de « Monsieur », Henri d'Orléans, « comte de Paris, duc de France » compte toujours parmi ses titres celui de seigneur de Montargis[réf. nécessaire].

## Héraldique
| Blason de Montargis | Les armes de Montargis se blasonnent ainsi : D'azur, à la lettre capitale M couronnée d'or, cantonnée de trois fleurs de lys d'or, deux en chef et une en pointe, qui est accompagnée de la lettre d'or L à dextre et de la lettre de même F à senestre. On trouve également : - d'azur à la lettre M capitale d'argent, surmontée d'une couronne fermée du même, supportée des lettres capitales d'argent aussi L à dextre, F à senestre, cantonné des trois fleurs de lys d'or, deux en chef, une en pointe, à la filière d'argent. - d'azur semé de fleurs de lys d'or, à la lettre M capitale surmontée d'une couronne fermée et accompagnée en pointe des lettres L à dextre et F à senestre, le tout aussi d'or'. |

## Devise
Sustinet labentem : elle soutient le trône chancelant.